# Équipe cycliste Jobo
L'équipe cycliste Jobo est une équipe française de cyclisme sur route, qui a existé de 1974 à 1978 (avec une interruption en 1977). Son sponsor principal, Jobo, était une société basée à Créteil. Elle a participé à 4 tours de France.

## Histoire de l'équipe

### 1974
En 1974, le directeur sportif de l'équipe est Maurice Quentin ; l'équipe compte alors une quinzaine de coureurs, (tous français) : 
- Daniel Belier ;
- Alain Bernard ;
- Christian Blain ;
- Jean-Claude Blocher ;
- Jacques Boulas ;
- Francis Campaner ;
- Alain Cigana ;
- Daniel Ducreux ;
- Alain Dupontreue ;
- Charly Grosskost ;
- Jean-Pierre Guillemot ;
- Serge Lapébie ;
- Claude Magni ;
- Bernard Masson ;
- Roger Pingeon ;
- André Romero ;
- Pierre Tosi.

### 1975-1978
En 1975, Jobo s'associe à Wolber pour les cycles. En 1975, 1976 et 1978, son directeur sportif est Christian Lapébie ou Guy Faubert,,.